# Матвон де Кюрньё, Жан-Луи
Жан-Луи Матвон де Кюрньё (фр. Jean-Louis Mathevon de Curnieu; 1776—1813) — французский военный деятель, полковник (1809 год), барон (1810 год), участник революционных и наполеоновских войн.

## Биография
24 февраля 1799 года поступил на военную службу солдатом 9-го драгунского полка. Служил в Итальянской армии. В 1800 году был зачислен в состав Резервной армии, и сражался при Маренго, Минчио, Монзембано и Тревизо. 23 октября 1800 года произведён в младшие лейтенанты, 14 сентября 1802 года — в лейтенанты.
9 февраля 1804 года стал адъютантом у генерала Себастьяни. Принял участие в Австрийской кампании 1805 года. Сражался при Вертингене, Холлабрунне и Аустерлице. 2 ноября 1806 года стал адъютантом маршала Бертье. 31 декабря 1806 года был произведён в капитаны, 11 июля 1807 года — в командиры эскадрона.
Перед началом Австрийской кампании 1809 года занял вакантную должность начальника штаба 2-й дивизии тяжёлой кавалерии, сражался при Экмюле, Регенсбурге, Эсслинге и Ваграме.
3 августа 1809 года получил звание полковника, и возглавил 12-й кирасирский полк, входивший в состав 1-й дивизии тяжёлой кавалерии.
5 февраля 1810 года женился на Аделаиде Франсуазе Лагранж (фр. Adélaïde Françoise Le Lièvre de La Grange; 1774—1820), сестре генералов Аделаида и Шарля Лагранжей. У пары родился сын Шарль Луи Аделаид Анри (фр. Charles Louis Adélaïde Henry Mathevon de Curnieu; 1810—1871).
25 декабря 1811 года его полк был включён в ново сформированную 5-ю дивизию тяжёлой кавалерии. Принимал участие в Русской кампании 1812 года под началом своего шурина Шарля, сражался при Бородино и Винково. 21 ноября 1812 года был тяжело ранен и захвачен в плен казаками в бою у Толочина. Умер от тифа 2 февраля 1813 года в Витебске в возрасте 36 лет, и был похоронен в часовне одного из поместий вблизи Витебска.

## Титулы
- Барон Матвон де Кюрньё и Империи (фр. baron Mathevon de Curnieu et de l'Empire; декрет от 15 августа 1809 года, патент подтверждён 11 июня 1810 года)[1]

## Награды
Легионер ордена Почётного легиона (14 марта 1806 года)